# 라인강 하류-베스트팔렌 관구

16세기 중반(1548년 부르고뉴 조약 이후) 동안 라인강 하류-베스트팔렌 관구

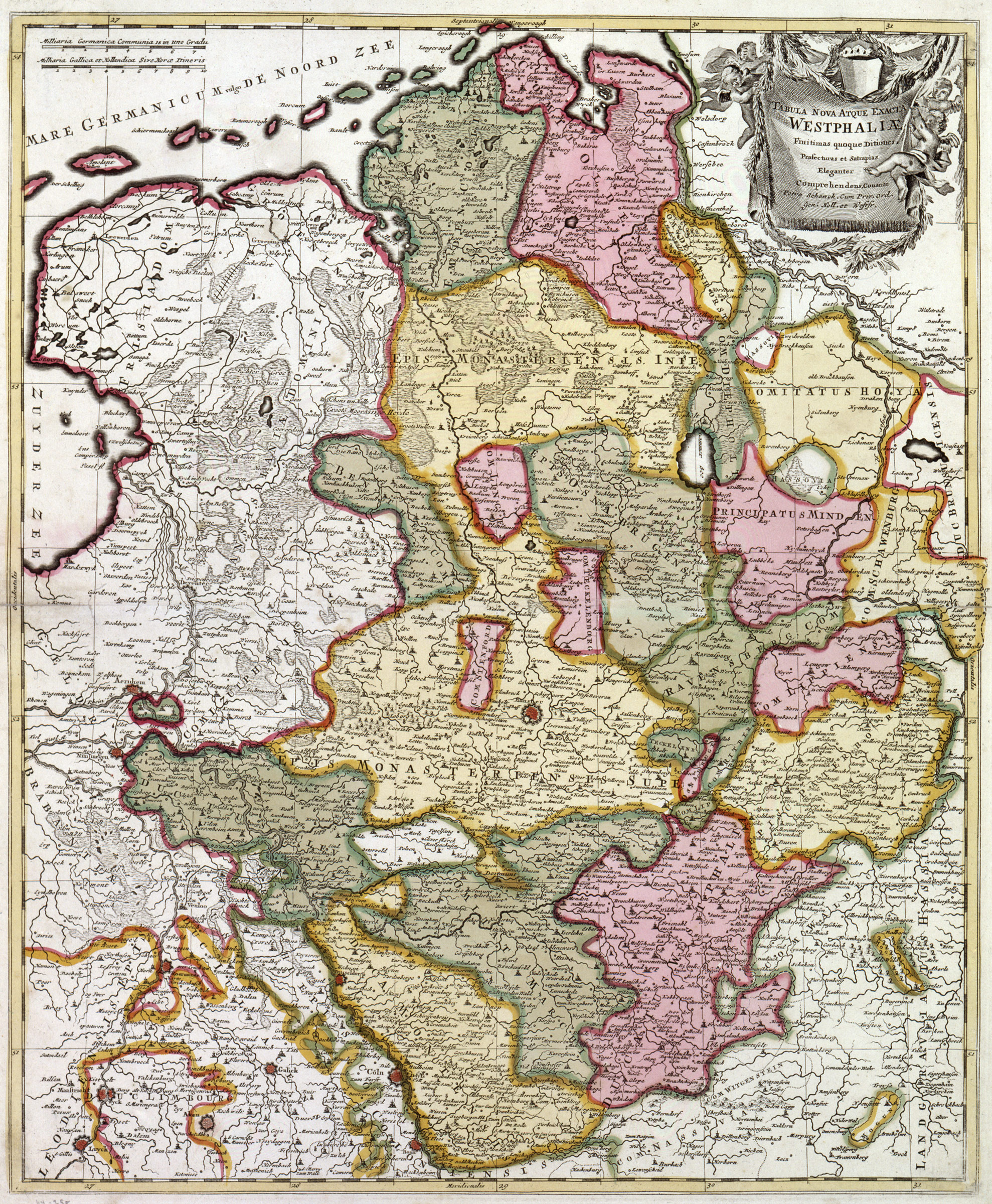
피터 솅크 대제의 1710년 저지 라인-베스트팔렌 관구의 역사적 지도

라인강 하류–베스트팔렌 관구(독일어: Niederrheinisch-Westfälischer Reichskreis, 네덜란드어: Nederrijns-Westfaalse Kreits)은 신성 로마 제국의 제국관구이었다. 그것은 로타링기아 하류의 이전 공국, 프리슬란트 및 이전 작센 공국의 베스트팔렌 부분의 영토로 구성되었다.
관구는 수많은 작은 주들로 구성되어 있었지만 백작 델라 마크는 1521년부터 율리히-클레베-베르크 연합공국의 상당한 양의 영토를 수집할 수 있었다. 제국의 가장 큰 교회 영토는 뮌스터 주교후국이 차지했다.

## 구성
관구는 다음 상태로 구성되었다.:
전승
귈데르 공국은 1548년에 부르군트 관구로 넘어갔다.
룩셈부르크는 1512년에 부르군트 관구로 넘어갔다.
드렌터 백국은 1548년에 부르군트 관구로 넘어갔다.
흐로닝언 영주권은 1548년에 부르군트 관구로 넘어갔다.
1548년 오버이셀 영주권은 부르군트 관구에 넘어갔다.
위트레흐트 주교후국은 1548년에 부르군트 관구로 넘어갔다.
주트펜 백국은 1548년에 부르군트 관구로 넘어갔다.